# Frota da Companhia Mogiana de Estradas de Ferro
A Frota da Companhia Mogiana de Estradas de Ferro nessa lista abaixo apresenta as locomotivas pertencentes a Companhia Mogiana de Estradas de Ferro em 31 de Dezembro de 1921. Das 341 locomotivas que a CMEF teve durante sua história; aqui encontram-se listadas 305.

## História
Diferente de outras empresas ferroviárias como a Sorocabana e a São Paulo Railway que instalaram parte de suas oficinas em São Paulo ou da Cia. Paulista que concentrou suas operações de manutenção em Jundiaí ao lado do terminal da São Paulo Railway, a Companhia Mogiana implantou uma pequena oficina de reparos em Campinas em 1879, que naquela época era uma cidade afastada e com poucos recursos. A operação da Mogiana revelou vários problemas de projeto em seu material rodante, exigindo serviços de manutenção e reparo cada vez mais complexos além da aquisição de novos equipamentos para atender a crescente demanda de transporte de passageiros e cargas.
| Evolução do Material rodante da Companhia Mogiana durante o século XIX | Evolução do Material rodante da Companhia Mogiana durante o século XIX | Evolução do Material rodante da Companhia Mogiana durante o século XIX |
| Material                                                               | 1875                                                                   | 1890                                                                   |
| ---------------------------------------------------------------------- | ---------------------------------------------------------------------- | ---------------------------------------------------------------------- |
| Locomotivas                                                            | 6                                                                      | 54                                                                     |
| Carros                                                                 | 7                                                                      | 59                                                                     |
| Vagões                                                                 | 26                                                                     | 733                                                                    |
| Referências: Relatórios Anuais da Companhia Mogiana de 1873 e 1890.    |                                                                        |                                                                        |

Com a epidemia de febre amarela em Campinas entre 1880 e 1890, os serviços de operação e manutenção da estrada foram fortemente afetados, exigindo a implantação de um posto de manutenção emergencial na estação de Anhumas. Após a debelação da epidemia, surgiu o projeto de construção de novas oficinas em Campinas, capazes de atender ao movimento cada vez maior da ferrovia Mogiana.
Em 1890 a Mogiana adquiriu de Joaquim Policarpo Aranha, Barão de Itapura, uma área de 93 mil metros quadrados no Jardim Guanabara para implantar suas oficinas principais. O projeto e sua implantação foram entregues ao engenheiro Carlos William Stevenson (1869-1946), sendo executadas entre 1897 e 1908.

### Numerações
Durante a sua história, a Frota da CMEF pode ser dividida em 3 diferentes períodos, relativos a numeração vigente, da numeração original, utilizada desde a fundação da Companhia até aproximadamente 1914 baseava-se na ordem de aquisição, a segunda, de 1914 a 1938/9, ao contrário estebelecerá um padrão que as classificava com base em seu tipo, e por fim a terceira, da data anterior até a extinção da tração a vapor na Mogiana, sendo está uma pequena "atualização" do padrão anterior, nota-se porém que houve pequenas mudanças durante estes intervalos.
O sistema adotado em 1914 e retificado em 38, dividia as locomotivas em três tipos: para trens de passageiros, de carga e manobra:
Dos números 30 à 65 - Locomotivas tipo "American" (4-4-0) destinadas a trens de passageiros
De 100 à 368 - Locomotivas "Ten Wheel" (4-6-0) ou Pacific (4-6-2) para trens de passageiros
De 400 à 957 - Ten Wheel, "Consolidation" (2-8-0), "Mikado" (2-8-2), Garrat (4-6-0+0-6-4, tipo "Mogiana") e Mallet (2-6+6-2) para trens de carga.
De 980 à 987 - Locomotivas para Manobra.

## Frota

### Locomotivas a vapor
| Modelo | Fabricante | Numeração | Quantidade | Imagem | Notas |
| ------ | ---------- | --------- | ---------- | ------ | --- |
| 2-4-2  | S. Stewart | 1-3       | 3          |        | - Ambas as locomotivas Nº 1 e 2 foram vendidas para a Companhia Carril Agrícola Funilense, posteriormente operaram na Usina Esther. Preservadas em Cosmópolis. Por seu tamanho, eram as locomotivas menos potentes da CMEF, com 2.200 kg de poder de tração. |
| 0-6-2  | Baldwin    | 4-7       | 4          |        | - A locomotiva Nº 6 foi também vendida para a Usina Esther, encontra-se preservada na Agropecuária Anhumas, em Campinas. |
| 2-6-0  |            | 8-10      | 3          |        | - A Locomotiva Nº 9 foi vendida em 1916 ao Tramway da Cantareira. Em março de 1942, o mesmo foi incorporado pela E.F. Sorocabana, que iniciou um plano de modernização, incluindo alargar a bitola de 0,60 m para 1,00 m. Por volta de 1950, a então locomotiva nº 9 foi vendida para a Usina Santa Teresa. Lá, foi rebitolada para 0,75 m e ganhou o número 11. Operou provavelmente até o fim da ferrovia, nos anos 1990. - A Locomotiva Nº 10 por outro lado operou no ramal de Serra negra até 1956, ano de seu fechamento, foi também vendida a Usina de Santa Teresa, em 1976 foi revendida e comprada pela Ffestiniog Railway a qual a revendeu novamente em 2002 para Brecon Montain que finalmente iniciaram um processo de restauração, convertendo-a a uma 2-6-2, em 2019 iniciaram-se os testes da locomotiva para puxar trens turísticos. |
| Total  |            |           | 10         |        | |

| Modelo      | Fabricante            | 1ª Numeração                        | 2ª Núm. | 3ª Núm.   | Quantidade   | Imagem | Notas e Referências. |
| ----------- | --------------------- | ----------------------------------- | ------- | --------- | ------------ | ------ | --- |
| 4-4-0       | B. Peacock            |                                     | 50-51   |           | 2            |        | |
|             |                       |                                     | 52-55   |           | 4            |        | |
| 4-6-0       | S. Stewart            |                                     | 100-105 |           | 6            |        | - A Locomotiva Nº 104 esta preservada estaticamente em Olímpia, SP, lá é conhecida como "Maria Olímpia". |
|             |                       |                                     | 150-159 |           | 10           |        | |
|             | Mogiana               |                                     | 160-170 |           | 11           |        | |
|             | Baldwin, 1913         |                                     | 200-203 |           | 4            |        | |
|             |                       |                                     | 204-210 |           | 7            |        | - A Locomotiva Nº 208 foi a ultima a trafegar no ramal de Socorro. Encontrasse lá [Socorro] preservada em boas condições. |
|             |                       |                                     | 250-255 |           | 6            |        | |
| 4-6-2       | ALCo                  |                                     | 256-260 |           | 5            |        | |
|             |                       |                                     | 260-?   |           | Desconhecido |        | |
| 4-6-0       | B. Peacock            |                                     | 300     |           | 1            |        | |
|             |                       |                                     | 301-305 |           | 5            |        | - A Locomotiva Nº 302 foi doada à prefeitura de Campinas pela Fepasa e ficou em exposição no Parque Portugal por anos. Após sofrer de vandalismo, foi doada à ABPF, onde operou na extinta Estrada de Ferro Vale do Bom Jesus, entre Pedregulho e Rifaina. Com a desativação do trem, foi transferida para a ABPF - Campinas, onde hoje se encontra aguardando restauração. - A Locomotiva Nº 303 esta exposta em Uberaba, MG. |
|             |                       |                                     | 350-365 |           | 16           |        | - A Locomotiva Nº 351 foi alugada à Estrada de Ferro São Paulo e Minas em 1964. Também fez parte do patrimônio transferido para à Fepasa, em 1971. Foi doada pela própria à prefeitura de Monte Alegre do Sul juntamente com um carro da Estrada de Ferro Sorocabana, ficando durante mais de 30 anos em exposição no Balneário Municipal, onde sofreu com a ação do tempo. Em 2007, foi iniciada sua recuperação, juntamente com o carro de passageiros, concluída em 2008. Se encontra operacional, tracionando o trem ao longo de 1,5 quilômetros do antigo Ramal de Socorro.             |
|             |                       |                                     | 366,367 |           | 2            |        | |
|             |                       |                                     | 400-409 |           | 10           |        | - A Locomotiva Nº 405 se encontra na ABPF - Regional Campinas, aguardando restauração. Também fez parte do patrimônio transferido para a Fepasa em 1971. |
|             |                       |                                     | 410-420 |           | 11           |        | - A Locomotiva Nº 417 foi doada ao Hotel Fazenda Duas Marias, juntamente com 3 carros de passageiros, onde se encontra hoje. Também fez parte do patrimônio transferido para a Fepasa em 1971. - A Locomotiva Nº 420 se encontra preservada estaticamente em Ribeirão Preto, SP, junto de alguns carros e vagões que também pertenceram à companhia. Também fez parte do patrimônio transferido para a Fepasa, em 1971. |
|             | Baldwin               |                                     | 421,422 |           | 2            |        | |
|             |                       |                                     | 450-454 |           | 5            |        | |
| 2-8-0       | S. Stewart            |                                     | 500-508 |           | 9            |        | |
|             | Mogiana               |                                     | 509,510 |           | 2            |        | |
|             | Baldwin               |                                     | 550-562 |           | 13           |        | A locomotiva Nº 562 foi batizada de "Mogyana", tendo sido parcialmente construída nas oficinas de Campinas, fora vendida a EFSPM, que viria baixa-la de sua frota em 1963. |
|             |                       |                                     | 600-606 |           | 7            |        | |
| 2-6-6-2     | ALCo                  |                                     |         | 603       | 1            |        | Ex. VFRGS 603, fabricada em 1911, transferida a CMEF em 10/11/1951 com o proposito de tracionarem os trens de cargas mais pesados em linhas quais suas Mallets (relativamente mais pesadas do que esta unidade) não poderiam transitar. |
|             | Henschel & Sohn       |                                     |         | 617, 618  | 2            |        | Ex. VFRGS 608 e 617, transferidas para a CMEF em 07/10/1952 e 26/10/1952, respectivamente. Ambas baixadas e sucateadas em 1965. |
| 2-8-0       | Baldwin, 1911         |                                     | 650-663 |           | 14           |        | - A Locomotiva Nº 650 se acidentou com a locomotiva Nº 52, o incidente ocorreu próximo a Araguari-MG, aparentemente a GL8 colidiu na traseira da 2-8-0 fazendo com que o tender esmagasse a cabina, por volta do final dos anos 50. |
|             | Mogiana               |                                     | 663-666 |           | 3            |        | Tais locomotivas foram fabricadas em 1938 pela Mogiana em suas oficinas em Campinas, o objetivo era aliviar a série 650, com a construção dessas maquinas a Mogiana pode-se prestigiar-se de um feito impressionante, a construção se deu das 18 às 21 horas, tempo recorde. |
| 2-8-2       | Baldwin               |                                     |         | Série 700 | Desconhecido |        | |
|             | ALCo                  |                                     |         | 720-733   | 14           |        | - A Locomotiva Nº 725 encontra-se preservada pela ABPF Campinas. Havia sido transferida para a EFSPM em 1964. Posteriormente serviu como caldeira fixa no pátio da estação Guanabara. |
|             |                       |                                     |         | 740-743   | 4            |        | Adquiridas de segunda mão da EFS onde eram originalmente numeradas como 242 a 245. |
|             | Henschel & Sohn, 1938 |                                     |         | 750-754   | 5            |        | Possivelmente as locomotivas mais poderosas da CMEF.Esforço de tração de 16.620 kg, a 17/20 de pressão. |
|             | Baldwin, 1944         |                                     |         | 760-771   | 12           |        | - A locomotiva nº765, explodiu acidentalmente em São Simão, na madrugada do dia 9 de julho de 1955. O incidente ficou conhecido como "o trem da mugiana que explodiu". Encontra-se preservada pela ABPF/SC a locomotiva Nº 760. Embora tenham feito parte do patrimônio transferido para a Fepasa, em 1971 a ultima as transferiu a RFFSA no inicio da década de 70, com o intuito de opera-las na EFDTC. - A locomotiva Nº 770 foi vendida à Singer, e depois doada à ABPF - Regional Santa Catarina, onde aguarda restauração.                                                             |
| 4-6-6-4     | B. Peacock            | 156, 157 (1912) / 189 - 191 (1914). | 700-704 | 900-904   | 5            |        | Garrat's: Sendo erroneamente classificadas como "4-6-6-4" quando na verdade se tratavam de 4-6-0+0-6-4. Originalmente compunham dois lotes diferentes o primeiro composto pelas locomotivas Nº 700 e 701 e o segundo era composto pela 702, 703 e 704. As locomotivas do primeiro lote tinham um diâmetro de cilindro x curso de 13x20 polegadas com a pressão de caldeira de 180 libras, uma grelha de aproximadamente 2,5 m². O segundo lote tinha a mesma área de grelha, 160 libras na caldeira e eram 2 toneladas mais pesadas além do diâmetro de cilindro x curso de 14x20 polegadas. |
| 2-6-6-2     | Baldwin               | 150, 151, 162, 163.                 | 750-753 | 950-953   | 4            |        | [ 39 ] [ 40 ] |
|             | ALCo                  |                                     | 754-757 | 954-957   | 4            |        | [ 39 ] [ 40 ] |
| 0-4-0       | Hohenzollern          |                                     | 800     | 980       | 1            |        | Foi renumerada para 980 em 1938. Nos anos 1960, foi para o Museu Ferroviário de Jundiaí, onde ficou juntamente com o carro A-2. Com o remodelamento do museu, foi guardada em um galpão das Oficinas de Rio Claro em estado de abandonamento. Em 1995, a ABPF - Regional Campinas resgatou-a e o carro A-3. Hoje, restaurados e operacionais, formam uma composição utilizada em ocasiões especiais. |
| 4-4-0       | S. Stewart            |                                     | 801     | 981       | 1            |        | |
| 2-6-2       |                       |                                     | 802,803 | 982, 983  | 2            |        | |
| 2-8-2       | Mogiana               |                                     | 804-807 | 984-987   | 4            |        | - A locomotiva Nº 807 ganhou o Grande Prêmio na Exposição do Centenário da Independência no Rio de Janeiro. |
| Total       |                       |                                     |         |           | 173          |        | |
| Total Geral |                       |                                     |         |           | 183          |        | |

| Fabricante    | Origem     | Quantidade |
| ------------- | ---------- | ---------- |
| ALCo          | EUA        | 33         |
| Baldwin       |            | 81         |
| Beyer Peacock | Inglaterra | 56         |
| Decauville    | França     | 1          |
| H. St. Pierre | Bélgica    | 1          |
| Henschel      | Alemanha   | 5          |
| Hohenzolern   |            | 3          |
| Mogyana       | Brasil     | 22         |
| Sharp Stewart | Inglaterra | 50         |

### Automotriz Diesel
| Modelo                 | Rodagem | Fabricante        | Numeração na CM        | Numeração na Fepasa | Quantidade | Imagem | Notas |
| ---------------------- | ------- | ----------------- | ---------------------- | ------------------- | ---------- | ------ | --- |
| CM "Cabineiras"        | B-A     | Companhia Mogiana | 1011-1013              | 5031-5032*          | 3          |        | As unidades B-A operaram entre 1938 e meados dos anos 1970. Enquanto a unidade A-B-B (que tinha capacidade para 50 pessoas e corria a velocidade consideravelmente alta) entre 1939 e fim dos anos 60 e começo dos 70. |
| CM "Cabineiras"        | A-B-B   | Companhia Mogiana | 1001                   | 5031-5032*          | 1          |        | As unidades B-A operaram entre 1938 e meados dos anos 1970. Enquanto a unidade A-B-B (que tinha capacidade para 50 pessoas e corria a velocidade consideravelmente alta) entre 1939 e fim dos anos 60 e começo dos 70. |
| RDC-A ("Coach")        |         | Budd              | 701, 702 (AS-1 e AS-2) | Série 5000          | 2          |        | Originalmente pertencentes a Rede Mineira de Viação na onde eram denominadas M609, M610, M702 e M703. Foram trocadas por 15 carros de aço-carbono produzidos pela própria CMEF em Campinas. Foram as recordistas de velocidade na bitola métrica no Brasil atingindo 110 km/h. Atualmente a unidade AS-2 encontra-se em Carlos Gomes aguardando restauração pela ABPF Campinas. |
| RDC-A ("Coach Buffet") |         | Budd              | 703, 704 (AS-3 e AS-4) | Série 5000          | 2          |        | Originalmente pertencentes a Rede Mineira de Viação na onde eram denominadas M609, M610, M702 e M703. Foram trocadas por 15 carros de aço-carbono produzidos pela própria CMEF em Campinas. Foram as recordistas de velocidade na bitola métrica no Brasil atingindo 110 km/h. Atualmente a unidade AS-2 encontra-se em Carlos Gomes aguardando restauração pela ABPF Campinas. |

*Unidades restantes.

### Locomotivas diesel-elétricas
| Modelo       | Rodagem | Fabricante | Numeração na CM | Numeração na Fepasa | Quantidade | Imagem | Notas |
| ------------ | ------- | ---------- | --------------- | ------------------- | ---------- | ------ | --- |
| EMD G12      | B+B     | EMD        | 101-130         | 3651-3680           | 30         |        | Originalmente foram adquiridas 5 unidades, porém graças ao financiamento concedido pelo Banco Nacional de Desenvolvimento Econômico pode-se comprar mais 25 unidades, totalizando 30, com a numeração de fabrica como 3001-3030. Quando do recebimento destas locomotivas as mesmas eliminaram completamente a tração a vapor na linha tronco entre Campinas e Ribeirão Preto, o objetivo da Mogiana era tornar 100% diesel toda a tração até Uberaba, Guaxupé e Poços de Caldas, quando do recebimento do segundo lote. |
| EMD GL8      | B+B     | EMD        | 51-73           | 3616-3638           | 23         |        | Algumas unidades sofreram alterações em seu design realizadas nas oficinas da CMEF em Campinas incluindo a adição de janelas abaixo das originais. - A unidade Nº 57 (Fepasa-3622) retornou à operação em 18/11/2017 após 22 meses de trabalho de restauro realizado pela ABPF Campinas, voltando a exibir a numeração e o padrão de pintura que utilizava na Cia. Mogiana. |
| RSD 8        | C+C     | ALCo       | 21-30           | 3501-3510           | 10         |        | Pertencentes originalmente a Companhia Paulista, na onde eram numeradas como 900-909. Atualmente a unidade Nº 905 se encontra preservada pela ABPF Campinas ostentando (diferente da realidade histórica) o padrão de pintura para locomotivas da bitola larga da Cia. Paulista. |
| LEW DE III M | B+B     | LEW        | 151-167         | 3751-3767           | 17         |        | Até meados de 2015 ainda encontrava-se em operação as unidades 3762, 3765, e 3767 (Numeração Fepasa), antigas 162, 165 e 167 na Companhia Paulista de Trens Metropolitanos - CPTM. |
| GE 64 T      | B+B     | GE         | 1-12            | 3134-3145           | 12         |        | Encontra-se preservada em Campinas pela ABPF a locomotiva Nº 3, que, atualmente traciona o "Trem Republicano". |
| Total        |         |            |                 |                     | 92         |        | Todas as quais fizeram parte do patrimônio transferido a Fepasa, a exceção de uma unidade. |

## Material Rodante
| Material | 1875   | 1890   | 1921          | 1971   | Preservados |
| -------- | ------ | ------ | ------------- | ------ | ----------- |
| Carros   | 7      | 59     | 296           | 255    |             |
| Vagões   | 26     | 733    | 2.664         | 5350   |             |
| Ref;     | [ 64 ] | [ 65 ] | [ 66 ] [ 66 ] | [ 67 ] |             |

### Carros

#### Bitola de 1,0 m (31 de Dezembro de 1921)[68]
| Designação                   | Designação                   | Designação                   | Série | Procedência                           | Lotação        | Quantidade | Quantidade | Imagem |
| Designação                   | Designação                   | Designação                   | Série | Procedência                           | Lotação        | Da série   | Total      | Imagem |
| ---------------------------- | ---------------------------- | ---------------------------- | ----- | ------------------------------------- | -------------- | ---------- | ---------- | ------ |
| Diretoria                    | Diretoria                    | Diretoria                    | A     | J. & Sharp - EUA                      | _              | 1          |            |        |
| Inspeção                     | Inspeção                     | Inspeção                     |       | Mogiana - Brasil                      |                | 2          |            |        |
| Pagador                      | Pagador                      | Pagador                      |       |                                       |                | 1          |            |        |
| Reservados                   | Reservados                   | Reservados                   |       |                                       |                | 4          |            |        |
|                              |                              |                              |       |                                       |                | 4          |            |        |
|                              |                              |                              |       |                                       |                | 2          |            |        |
| Demonstração Agrícola        | Demonstração Agrícola        | Demonstração Agrícola        |       | Metall. Const. - Brasil               | 5 leitos       | 1          |            |        |
| Funebre                      | Funebre                      | Funebre                      |       | Mogiana - Brasil                      | _              | 1          |            |        |
| Restaurante                  | Restaurante                  | Restaurante                  | AR    |                                       |                | 1          | 17         |        |
| Primeira Classe              | Primeira Classe              | Primeira Classe              | B     | J. & Sharp - EUA                      | 30 passageiros | 7          |            |        |
|                              |                              |                              |       | Mogiana - Brasil                      | 30             | 10         |            |        |
|                              |                              |                              |       |                                       | 30             | 2          |            |        |
|                              |                              |                              |       |                                       | 33             | 8          |            |        |
|                              |                              |                              |       |                                       | 44             | 3          |            |        |
|                              |                              |                              |       |                                       | 26             | 9          |            |        |
|                              |                              |                              |       |                                       | 32             | 2          |            |        |
|                              |                              |                              |       | Birming. Rwy. Car. Wag. - Reino Unido | 44             | 13         |            |        |
|                              |                              | Buffet                       |       |                                       | 36             | 3          | 57         |        |
| Pullman                      | Pullman                      | Pullman                      | BP    |                                       | 25             | 3          | 3          |        |
| Segunda Classe               | Segunda Classe               | Segunda Classe               | C     | J. & Sharp - EUA                      | 56             | 2          |            |        |
|                              |                              |                              |       |                                       | 60             | 4          |            |        |
|                              |                              |                              |       | Mogiana - Brasil                      | 56             | 2          |            |        |
|                              |                              |                              |       |                                       | 56             | 22         |            |        |
|                              |                              |                              |       |                                       | 52             | 4          |            |        |
|                              |                              |                              |       |                                       | 60             | 9          |            |        |
|                              |                              |                              |       |                                       | 60             | 4          |            |        |
|                              |                              |                              |       |                                       | 46             | 2          |            |        |
|                              |                              |                              |       |                                       | 60             | 17         |            |        |
|                              |                              |                              |       |                                       | 60             | 2          |            |        |
|                              |                              |                              |       |                                       | 60             | 2          |            |        |
|                              |                              |                              |       |                                       | 60             | 1          |            |        |
|                              |                              |                              |       | Metall. Const. - Brasil               | 56             | 2          |            |        |
|                              |                              |                              |       | Birming. Rwy. Car. Wag. - Reino Unido | 60             | 5          | 78         |        |
| Mistos                       | Mistos                       | Mistos                       | BC    | J. & Sharp - EUA                      | 39             | 2          |            |        |
|                              |                              |                              |       | Mogiana - Brasil                      | 39             | 11         |            |        |
|                              |                              |                              |       | Mac-Hardy - Brasil                    | 39             | 1          |            |        |
|                              |                              |                              |       | Fazenda Amália - Brasil               | 39             | 1          |            |        |
|                              |                              |                              |       | J. & Sharp - EUA                      | 44             | 1          |            |        |
|                              |                              |                              |       | Mogiana - Brasil                      | 44             | 2          |            |        |
|                              |                              |                              |       |                                       | 35             | 8          |            |        |
|                              |                              |                              |       |                                       | 48             | 3          |            |        |
|                              |                              |                              |       | Dyle Bacalan - Bélgica                | 49             | 3          | 32         |        |
| Dormitorios                  | Dormitorios                  | Dormitorios                  | D     | Birming. Rwy. Car. Wag. - Reino Unido | 16 leitos      | 3          |            |        |
|                              |                              |                              |       |                                       | 12             | 3          |            |        |
|                              |                              |                              |       | Mogiana - Brasil                      | 14             | 3          | 9          |        |
| Restaurantes                 | Restaurantes                 | Restaurantes                 | R     | Trajano de Medeiros - Brasil          | 24 lugares     | 6          |            |        |
|                              |                              |                              |       | Mogiana - Brasil                      | 24             | 2          | 8          |        |
| Bagagem, Guard. Cer. Animais | Bagagem, Guard. Cer. Animais | Bagagem, Guard. Cer. Animais | E     | J. & Sharp - EUA                      | 3.500 (kgs.)   | 2          |            |        |
|                              |                              |                              |       | Mogiana - Brasil                      | 3.500          | 15         |            |        |
|                              |                              |                              |       |                                       | 3.500          | 2          |            |        |
|                              |                              |                              |       |                                       | 3.500          | 6          |            |        |
|                              |                              |                              |       | J. & Sharp - EUA                      | 3.500          | 3          |            |        |
|                              |                              |                              |       | Mogiana - Brasil                      | 5.000          | 17         |            |        |
|                              |                              | e Animais                    |       |                                       | 3.500          | 4          |            |        |
|                              | e Animais                    |                              |       |                                       | 3.500          | 2          |            |        |
|                              |                              |                              |       |                                       | 10.000         | 3          | 54         |        |
| Correio                      | Correio                      | Correio                      | F     |                                       | 5.000          | 3          | 3          |        |
| Animais                      | Animais                      | Animais                      | G     |                                       | 3.000          | 9          |            |        |
|                              |                              |                              | G     |                                       | 5.000          | 7          | 16         |        |

#### Bitola de 1,0 m (31 de Dezembro de 1970)
| Designação                 | Série e Núm.                    | Procedência            | Lotação                   | Quantidade | Imagem |
| -------------------------- | ------------------------------- | ---------------------- | ------------------------- | ---------- | ------ |
| Diretoria-Pullman          | A.1                             | Dile Bacalen e CM      | 12 passageiros            | 1          |        |
| Diretoria-1º classe        | A.2                             | CM                     | 2 leitos e 10 passageiros | 1          |        |
|                            | A.3                             |                        | 3 leitos e 5 passageiros  | 1          |        |
| Reservado-Advogado         | A.4                             |                        | 2 leitos 8 passageiros    | 1          |        |
| E.S.C.                     | A.8                             | Jackson & Sharp e CM   | 3 leitos 5 passageiros    | 1          |        |
|                            | A.11-12                         | CM                     | 2 leitos e 10 passageiros | 2          |        |
|                            | A.15                            |                        | 4 leitos e 10 passageiros | 1          |        |
|                            | A.16                            |                        | 4 leitos e 10 passageiros | 1          |        |
|                            | A.17                            |                        | 4 leitos e 10 passageiros | 1          |        |
|                            | A.20-21-22                      |                        | 2 leitos e 10 passageiros | 3          |        |
| Reservado-Fúnebre          | A.31-32                         |                        | 17 passageiros            | 2          |        |
| Diretoria-Dormitório       | AD.1                            |                        | 5 leitos                  | 1          |        |
|                            | AD.2                            |                        | 10 leitos                 | 1          |        |
| Diretoria-Dorm. e Bagagem  | AE.1                            |                        | 8 leitos e 7.500 kg       | 1          |        |
| Diretoria-Restaurante      | AR.1                            |                        | 18 passageiros            | 1          |        |
|                            | AR.2                            |                        | 22 passageiros            | 1          |        |
| E.S.C. - Topográfo         | AT.3                            |                        | 6 leitos e 4 passageiros  | 1          |        |
| 1º Classe                  | B.10                            |                        | 44 passageiros            | 1          |        |
|                            | B.18                            |                        | 44 passageiros            | 1          |        |
|                            | B.20                            |                        | 44 passageiros            | 1          |        |
|                            | B.21                            |                        | 48 passageiros            | 1          |        |
|                            | B.26-27                         |                        | 48 passageiros            | 1          |        |
| 1º Classe-Buffet           | B.32 a 36                       |                        | 34 passageiros            | 5          |        |
|                            | B.37 a 40 - 42 a 49             |                        | 48 passageiros            | 12         |        |
|                            | B.91                            | CP                     | 44 passageiros            | 1          |        |
|                            | B.50 a 53                       | Metropolitan R.C.      | 48 passageiros            | 4          |        |
|                            | B.96                            | CM                     | 31 passageiros            | 1          |        |
|                            | B.101 a 109                     |                        | 52 passageiros            | 9          |        |
| 1º Classe-Buffet           | B.121 a 123                     |                        | 30 passageiros            | 3          |        |
| 1º Classe                  | B.201-202                       | Mafersa                | 64 passageiros            | 2          |        |
| 2º Classe                  | C.48-50-52-58-60-61-63-65-68-69 | CM                     | 60 passageiros            | 10         |        |
|                            | C.70                            | Metropolitan R.C. e CM | 60 passageiros            | 1          |        |
|                            | C.71                            | Metropolitan R.C. e CM | 60 passageiros            | 1          |        |
|                            | C.72 a 74                       | CM                     | 60 passageiros            | 3          |        |
|                            | C.75                            | Birminghan RCW e CM    | 60 passageiros            | 1          |        |
|                            | C.76 a 79-81                    | CM                     | 60 passageiros            | 5          |        |
|                            | C.80-82                         | Birminghan RCW e CM    | 60 passageiros            | 2          |        |
|                            | C.91                            | CP                     | 44 passageiros            | 1          |        |
|                            | C.91                            | CM                     | passageiros               | 1          |        |
|                            | C.101 a 113                     |                        | 64 passageiros            | 13         |        |
|                            | C.201 a 203                     | Mafersa                | 64 passageiros            | 3          |        |
| Misto                      | BC.12-15                        | CM                     | 44 passageiros            | 2          |        |
|                            | BC.18-19                        |                        | 42 passageiros            | 2          |        |
|                            | BC.36-37                        |                        | 52 passageiros            | 2          |        |
|                            | BC.38                           |                        | 52 passageiros            | 1          |        |
|                            | BC.91 a 95                      | CP                     | 48 passageiros            | 5          |        |
| Dormitórios                | D.1 a 3                         | Birminghan RCW e CM    | 16 leitos                 | 3          |        |
|                            | D.4-5                           | Birminghan RCW e CM    | 12 leitos                 | 2          |        |
|                            | D.7 a 10                        | CM                     | 14 leitos                 | 4          |        |
|                            | D.101 a 105                     |                        | 16 leitos                 | 5          |        |
|                            | D.201 a 202                     | Mafersa                | 18 leitos                 | 2          |        |
| Pullman                    | BP. 1-3                         | Birminghan RCW         | 24 passageiros            | 2          |        |
|                            | BP. 201-202                     | Mafersa                | 36 passageiros            | 2          |        |
| Correio-Guarda             | F.1                             | CM                     | 10.000 kg                 | 1          |        |
|                            | F.2-6-8                         |                        | 10.000 kg                 | 3          |        |
|                            | F.5                             |                        | 10.000 kg                 | 1          |        |
|                            | F.9                             | CP                     | 10.000 kg                 | 1          |        |
| Bag-Correio-Guarda-Animais | E.17                            | CM                     | 10.000 kg                 | 1          |        |
|                            | E.25-26-28                      | Jackson & Sharo e CM   | 5.000 kg                  | 3          |        |
|                            | E.31-34-35-61                   | CM                     | 10.000 kg                 | 4          |        |
|                            | E.29-37-38                      |                        | 10.000 kg                 | 3          |        |
|                            | E.40-41-45-46                   |                        | 10.000 kg                 | 4          |        |
| Bag-Animais                | E.51-52                         |                        | 10.000 kg                 | 2          |        |
| Bag-Correio-Guarda-Animais | E.60-62 a 66                    |                        | 10.000 kg                 | 6          |        |
| Bag-Guarda-Animais         | E.70                            |                        | 10.000 kg                 | 1          |        |
| Bag-Guarda                 | E.101                           |                        | 20.000 kg                 | 1          |        |
| Bag-Correio-Guarda         | E.102                           |                        | 20.000 kg                 | 1          |        |
| Correio-Guarda             | E.106 a 109                     |                        | 20.000 kg                 | 4          |        |
| Bag-Animais                | E.121 a 124                     |                        | 20.000 kg                 | 4          |        |
| Bag-Correio-Guarda         | E.201-202                       | Mafersa                | 25.000 kg                 | 2          |        |
| Restaurante                | R.1-4-6-7                       | CM                     | 24 passageiros            | 4          |        |
|                            | R.101 a 104                     |                        | 30 passageiros            | 4          |        |
|                            | R.201-202                       | Mafersa                | 30 passageiros            | 2          |        |
| Balança                    | G.2                             | CM                     | 10.000 kg                 | 1          |        |
| Bagagem                    | G.15                            |                        | 10.000 kg                 | 1          |        |
|                            | G.22 a 24                       |                        | 10.000 kg                 | 3          |        |
|                            | OV.1                            |                        | 10.000 kg                 | 1          |        |
|                            | OV.2                            |                        | 10.000 kg                 | 1          |        |
| Socorro-Dormitório         | CQ.1                            |                        | 14 leitos                 | 1          |        |
|                            | CQ.2-3                          | Birminghan RCW         | 12 leitos                 | 2          |        |
|                            | CQ.4                            | CM                     | 14 leitos                 | 1          |        |
| Socorro-Restaurante        | CQ.7-8                          |                        | 24 passageiros            | 2          |        |
| Socorro-Rest-Dormit.       | CQ.10                           |                        | 6 leitos e 6 passageiros  | 1          |        |
|                            | CQ.11                           | EFA                    | 6 leitos e 6 passageiros  | 1          |        |
|                            | CQ.12                           | CM                     | 6 leitos e 6 passageiros  | 1          |        |
| Socorro-Dormitório         | CQ.15-17-18                     |                        | 10 leitos                 | 3          |        |
| Serviço Com-Dormit-Rest    | SC.1-2                          |                        | 3 leitos, 4 passageiros   | 2          |        |
| S.C.-Ferramentaria         | SC.11                           |                        | 10.000kg                  | 1          |        |
| Escola                     | CESTP.1                         | EFA                    | 1 leito e 10 passageiros  | 1          |        |
| Total geral:               | Total geral:                    | Total geral:           | Total geral:              | 211        |        |

### Vagões
| Designação        | Série | Lotação (kgs.) | Quantidade | Quantidade | Imagem |
| Designação        | Série | Lotação (kgs.) | Da série   | Total      | Imagem |
| ----------------- | ----- | -------------- | ---------- | ---------- | ------ |
| Vagões cobertos   | SC    | 5.500          | 25         |            |        |
|                   | SCE   | 5.500          | 6          |            |        |
|                   | SK    | 10.000         | 33         | 64         |        |
| Gaiolas para gado | SH    | 5.500          | 4          | 4          |        |
| Gôndolas          | SL    | 5.500          | 6          |            |        |
|                   | SV    | 10.000         | 24         | 30         |        |
| Pranchas          | SP    | 5.500          | 2          | 2          |        |

| Designação                 | Designação                 | Série | Lotação (kgs.) | Quantidade | Quantidade | Imagem |
| Designação                 | Designação                 | Série | Lotação (kgs.) | Da série   | Total      | Imagem |
| -------------------------- | -------------------------- | ----- | -------------- | ---------- | ---------- | ------ |
| Vagões cobertos            | Vagões cobertos            | C     | 7.500          | 253        |            |        |
|                            |                            | CE    | 7.500          | 20         |            |        |
|                            |                            | K     | 12.000         | 634        |            |        |
|                            |                            | M     | 18.000         | 607        |            |        |
|                            |                            | N     | 25.000         | 87         | 1.601      |        |
| Gaiolas para gado          | Gaiolas para gado          | H     | 7.500          | 101        |            |        |
|                            |                            | HM    | 18.000         | 82         |            |        |
|                            | (P/ suínos)                | HJ    | 7.500          | 1          |            |        |
|                            |                            | HP    | 7.500          | 6          | 190        |        |
| Gôndolas                   | Gôndolas                   | L     | 7.500          | 254        |            |        |
|                            |                            | VM    | 18.000         | 191        |            |        |
|                            |                            | VF    | 18.000         | 20         |            |        |
|                            |                            | VP    | 7.500          | 21         |            |        |
|                            |                            | LP    | 7.500          | 13         |            |        |
|                            |                            | E     | 25.000         | 13         | 512        |        |
| Pranchas                   | Pranchas                   | P     | 7.500          | 112        |            |        |
|                            |                            | PM    | 18.000         | 78         |            |        |
|                            |                            | PF    | 18.000         | 5          |            |        |
|                            |                            | PL    | 7.500          | 3          |            |        |
|                            |                            | PN    | 25.000         | 20         |            |        |
|                            |                            | OP    | 20.000         | 4          |            |        |
|                            |                            | PO    | 20.000         | 8          | 230        |        |
| Serviço especial (socorro) | Serviço especial (socorro) | Q     | 12.000         | 6          |            |        |
|                            | Guindastes                 | N/A   | _              | 2          |            |        |
|                            |                            | Q     | 7.500          | 12         |            |        |
|                            |                            | T     | 7.500          | 11         | 31         |        |

| Designação           | Série        | Lotação (kg)     | Quantidade   | Quantidade | Imagem |
| Designação           | Série        | Lotação (kg)     | Da série     | Total      | Imagem |
| -------------------- | ------------ | ---------------- | ------------ | ---------- | ------ |
| Coberto - metálico   | I.1          | 36.000           | 295          |            |        |
|                      | I.2          | 36.000           | 248          |            |        |
|                      | I.3          | 36.000           | 199          |            |        |
|                      | T.           | 30.000           | 203          |            |        |
| Coberto - Teto móvel | T.           | 30.000           | 8            |            |        |
| Coberto              | N.           | 25.000           | 92           |            |        |
|                      | K.           | 12.000           | 8            |            |        |
|                      | C.P.         | 22.000           | 140          | 1.193      |        |
| Gaiolas              | H.           | 12.000           | 2            |            |        |
|                      | HF.          | 15.000           | 85           |            |        |
|                      | HI.          | 30.000           | 174          |            |        |
|                      | HM.          | 15.000           | 3            |            |        |
|                      | C.P.         | 12.000 - 20.000  | 10           | 274        |        |
| Caboose              | E.I.         | 20.000           | 25           | 25         |        |
| Plataforma           | PF.          | 18.000           | 22           |            |        |
|                      | PM.          | 18.000           | 2            |            |        |
|                      | PN.          | 25.000           | 19           |            |        |
|                      | PO.          | 20.000           | 8            |            |        |
|                      | PR.          | 50.000           | 2            |            |        |
|                      | PT.          | 30.000           | 52           |            |        |
|                      | CP.          | 30.000           | 7            |            |        |
| Plataforma com silos | PI.          | 25.000 - 35.000  | 54           | 166        |        |
| Gôndolas             | VI.1º        | 42.000           | 25           |            |        |
|                      | VI.2º-3º     | 42.000           | 401          |            |        |
|                      | QT.          | 30.000           | 28           |            |        |
|                      | QI.          | 36.000           | 75           |            |        |
|                      | VM.          | 18.000           | 3            |            |        |
|                      | VT.          | 30.000           | 10.          |            |        |
|                      | C.P.         | 24.000 - 30.000  | 86           | 628        |        |
| Serviços Especiais   | M.           | 18.000           | 20           |            |        |
|                      | CE.          | 7.500            | 6            |            |        |
|                      | QA.          | 8.000            | 7            |            |        |
|                      | QD.          | 12.000           | 256          |            |        |
|                      | QC.          | 12.000           | 5            |            |        |
|                      | QE.          | 7.000 e 8 leitos | 3            |            |        |
|                      | QF.          | 12.000           | 2            |            |        |
|                      | QR.          | 12.000           | 1            |            |        |
|                      | QS.          | 12.000           | 23           |            |        |
|                      | QL.          | 12.000           | 16           |            |        |
|                      | QD.          | 10.500           | 24           |            |        |
|                      | QT.          | 7.500 - 12.000   | 15           |            |        |
|                      | QV.          | 11.000           | 11           | 389        |        |
|                      | TQ.          | 30.000           | 4            | 4          |        |
|                      | TQ.          | 43.000           | 4            | 4          |        |
|                      | Guindaste    | -.-              | 3            | 3          |        |
| Total geral:         | Total geral: | Total geral:     | Total geral: | 2686       |        |

### Galeria
Abaixo encontra-se algumas imagens dos vagões e carros utilizados pela CMEF durante sua existência.

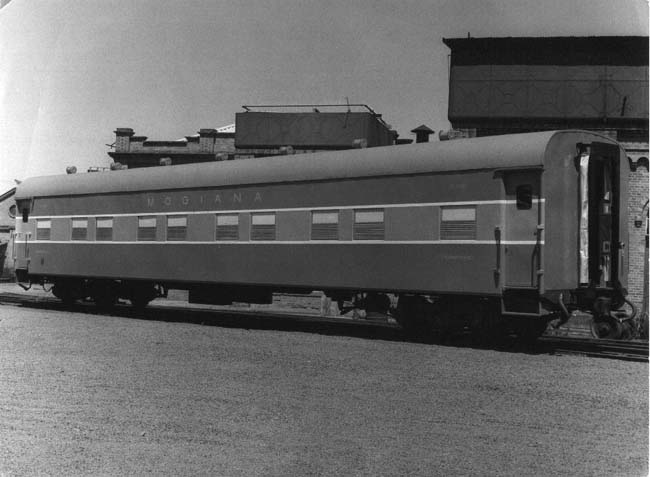
Carro dormitório de aço-carbono produzido pela própria CMEF em suas oficinas em campinas.

## Trens Blindados
Embora não fizessem de fato parte da Frota da CMEF foram operados pela mesma durante a Revolução Constitucionalista de 1932 dois trens blindados, TB-4 e TB-5, Construídos pela Cia. Paulista (outra hora rival da CM) em Rio Claro e pela Mogiana em Campinas, respectivamente. As locomotivas CPEF Nº 730 e 732 (ambas da bitola métrica) foram escolhidas para liderarem a composição, o TB-5 foi sediado em Mogi Mirim, ambos aparentam terem alcançado relativo sucesso.

## Observações
1. A ortografia geralmente utilizada a 1921 era "Mogyana" sendo o nome completo da Companhia "Companhia Mogiana de Estradas de Ferro e Navegação".[72]
2. Foi optada pela numeração vigente a data.
3. Os espaços seguidos representam uma repetição do modelo/fabricante anterior.[2]